# Spilosoma malagasicum
Spilosoma malagasicum is een beervlinder uit de familie van de spinneruilen (Erebidae). De wetenschappelijke naam van de soort is voor het eerst geldig gepubliceerd in 1995 door Watson & Goodger.